# Jardín Botánico Heathcote

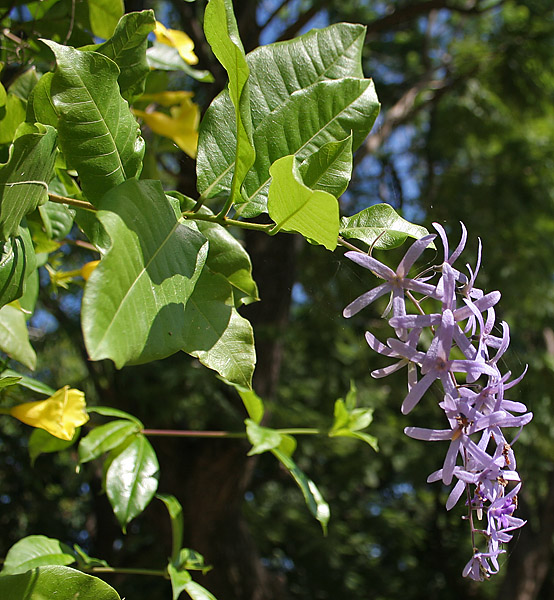
Petrea volubilis una de las especies existentes en el jardín botánico Heathcote

El Jardín Botánico Heathcote (en inglés : Heathcote Botanical Gardens) es un jardín botánico de 1,4 hectáreas (3,5 acres) localizado en Fort Pierce, Florida, en los  Estados Unidos. 

## Localización
Se ubica en la zona 9b según la clasificación de la "USDA PLANT HARDINESS".
Heathcote Botanical Gardens, 210 Savannah Road, Fort Pierce, Florida 34982 Estados Unidos.27°25′5.8″N 80°19′26.4″O / 27.418278, -80.324000

## Historia
El sitio comenzó como un vivero comercial de la arquitecta de paisaje, Molly Crimmons, y de su marido, Jim. Los jardines fueron establecidos en 1985 cuando el sitio fue comprado por los ciudadanos locales con contribuciones de la ciudad de Fort Pierce, del condado de Santa Lucía, del estado de la Florida y de la asociación de "Friends of Heathcote Botanical Gardens".

## Colecciones
Este jardín botánico alberga tanto flora nativa de Florida así como flora exótica de todo el mundo. Tiene una ubicación única en una zona biológica de transición entre una zona templada cálida al norte y una zona subtropical al sur. Una zona de la transición contiene las especies que son características de la región adyacente del norte y del sur, así como las especies que crecen solamente en la zona de la transición. En el mundo botánico esto es ventajoso porque permite mayor diversidad, así que significa que en este lugar se pueden cultivar muchas clases de plantas de alrededor del mundo que vivan bajo condiciones asociadas a estas tres zonas climáticas.
Actualmente (2010), alberga las diferentes secciones.
- Jardín japonés.
- Jardín de la Reflexión.
- Jardín de Hierbas
- Exhibición de selva.
- Colección de plantas nativas.
- Palmas.
- Paseo de las Cycas.
- Colección de Bonsais en la que se puede admirar una bougainvillea de unos 25 años de edad y diversas especies de Ficus.

Entre las plantas existentes en 2008, se incluyen: bambú, Ficus benghalensis, bromelias, Clerodendrums, Clusia rosea, Coccoloba uvifera, Codiaeum sp., Croton, Encephalartos gratus, orquídeas, Pandanus utilis, Petrea volubilis, philodendrons, Ananas comosus, Podocarpus gracilior, Tillandsias, y Zamia pumila.